# Venusia nigrifurca
Venusia nigrifurca là một loài bướm đêm trong họ Geometridae.